# Космос-2097
Космос-2097 је један од преко 2400 совјетских вјештачких сателита лансираних у оквиру програма Космос.
Космос-2097 је лансиран са космодрома Плесецк, СССР, 28. августа 1990. Ракета-носач Молнија је поставила сателит у орбиту око планете Земље. Маса сателита при лансирању је износила 1900 килограма. Космос-2097 је био сателит за рано упозоравање на појаву интерконтиненталних балистичких ракета.